# Леневка (приток Илима)
Леневка — река в Свердловской области, приток Илима. Течёт по территории Шалинского городского округа и городского округа Нижний Тагил. Впадает в Илим слева, в 7 км от его устья. Длина реки 13 км.

## Данные водного реестра
По данным государственного водного реестра России, река Леневка относится к Камскому бассейновому округу, речной бассейн — Кама, подбассейн — Кама до Куйбышевского водохранилища (без бассейнов рек Белой и Вятки), водохозяйственный участок — Чусовая от города Ревды до в/п посёлка Кын.
Код объекта в государственном водном реестре — 10010100612111100010614